# Плюме, Шарль
Шарль Плюме (фр. Charles Plumet; 17 мая 1861, Сире-сюр-Везуз, Лотарингия — 15 апреля 1928, Париж) — французский художник декоративно-прикладного искусства, архитектор, декоратор и мастер-керамист.

## Биография
Шарль Плюме родился в 1861 году. Он стал архитектором и проектировал здания в духе историзма: в стилях средневековья и раннего французского ренессанса. Сотрудничал с Тони Сельмерсхаймом в проектировании интерьеров и мебели в формах ар-нуво. Шарль Плюме стал членом объединения «Группа шести» (Société des Six), а затем «Искусство во всём» (l’Art dans Tout), ассоциации архитекторов, декораторов и скульпторов, которые стремились обновить декоративное искусство в период с 1896 по 1901 год. Другими участниками группы были Тони Сельмерсхайм, Анри Соваж, Анри Нок, Александр Шарпантье, Феликс Обер, Жан Дамп, а затем Этьен Моро-Нелатон.
В архитектуре Плюме был приверженцем функционализма и выступал против академического подхода к обучению в Школе изящных искусств в Париже. В 1902 году он декларировал принцип функционализма: «формы вытекают из потребностей». В 1907 году Шарль Плюме опубликовал две статьи об архитектуре риджионализма в журнале «L’Art et les Artistes», в которых утверждал, что архитектура должна быть гармонично объединена с пейзажем. Он написал статью, в которой восхвалял архитектора Луи Боннье (1856—1946), который, по его мнению, тщательно адаптировал формы к пространственному контексту и утилитарным потребностям, но отвергал архитектуру, имитирующую пейзаж. Он писал, что архитектура должна «развиваться в своём окружении, подобно цветку или растению согласно особенностям климата и окружающего пространства».
К началу XX века в художественной жизни Парижа партнёрство Плюме и Сельмерсхайма стало влиятельным. Архитекторы попытались объединить британские и бельгийские инновации с французским вкусом. Фасады зданий Шарля Плюме включали полихромную отделку, эркеры и галереи. Однако такие здания не были абсолютно новаторскими. Критик Гюстав Сулье считал, что Плюме и Сельмерсхайм были более смелыми в проектах мебели, сочетающей в себе качество изготовления, элегантность и функциональность.
Плюме был главным архитектором Международной выставки современных декоративных и промышленных искусств 1925 года в Париже.

## Галерея

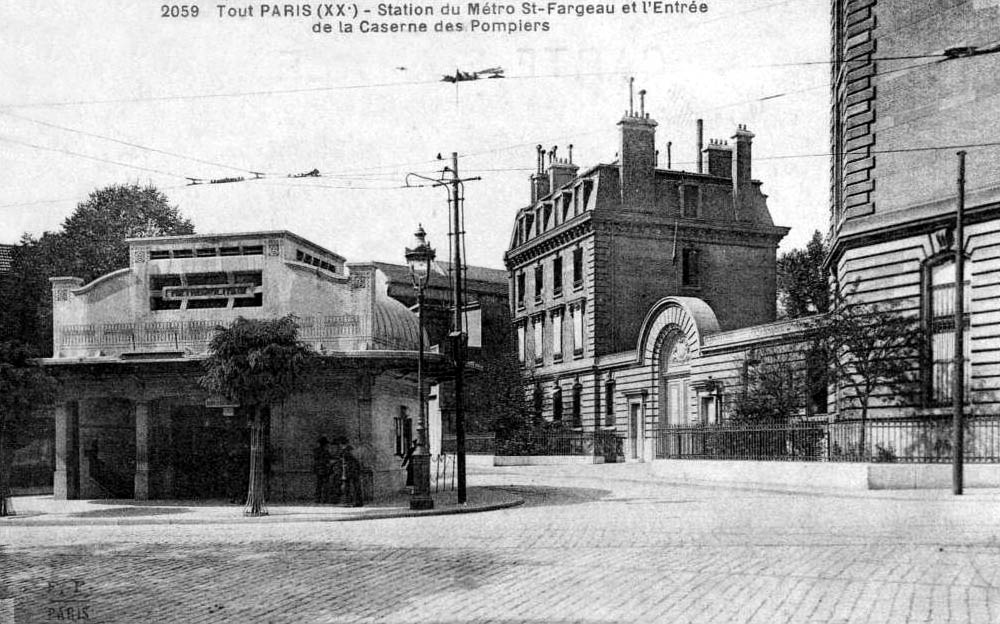
Станция метро Сен-Фаржо. Париж. Фотография ок. 1921 г.
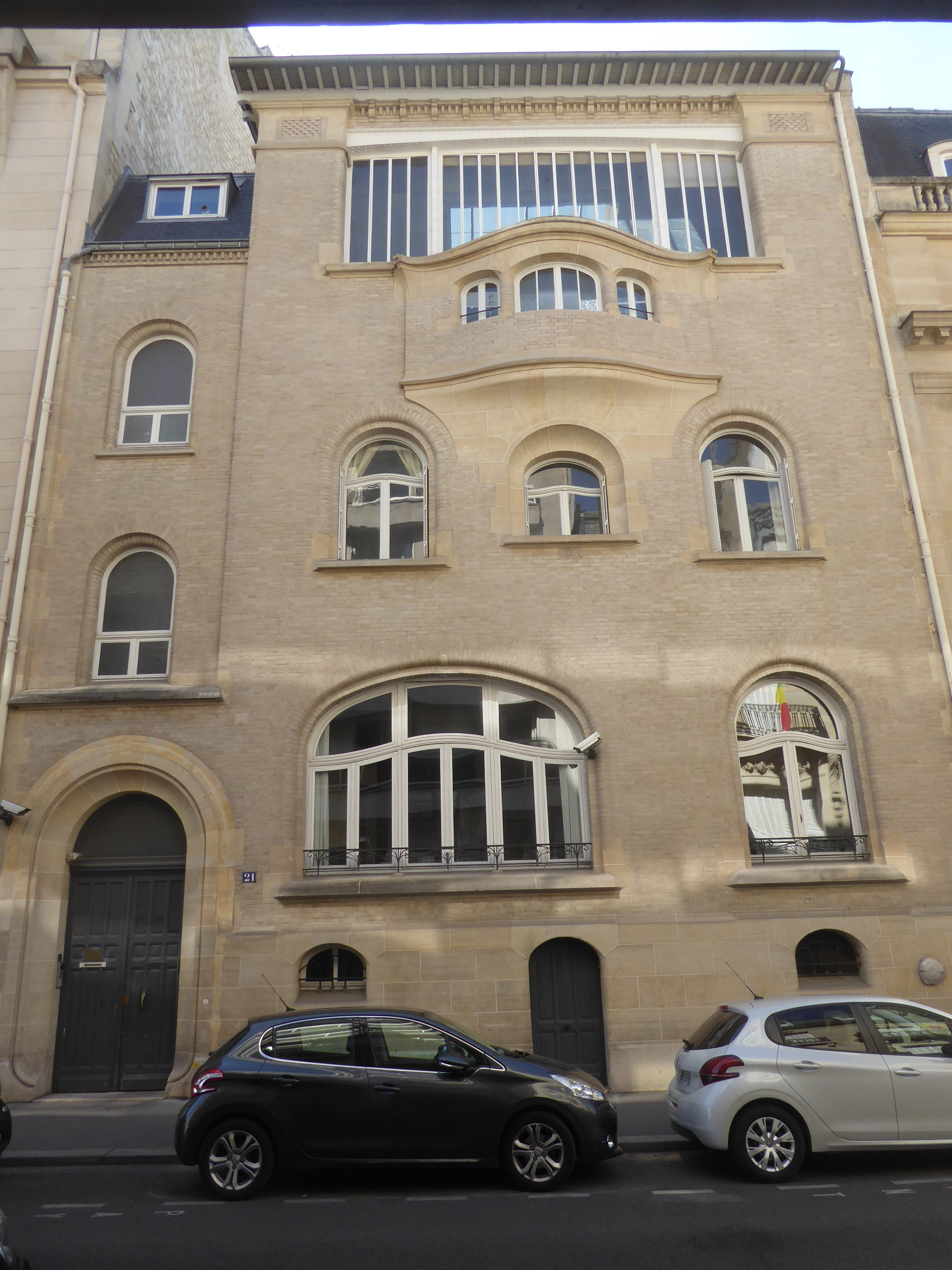
Дом на Рю Октав Фьюлле, 21. Париж. 1908
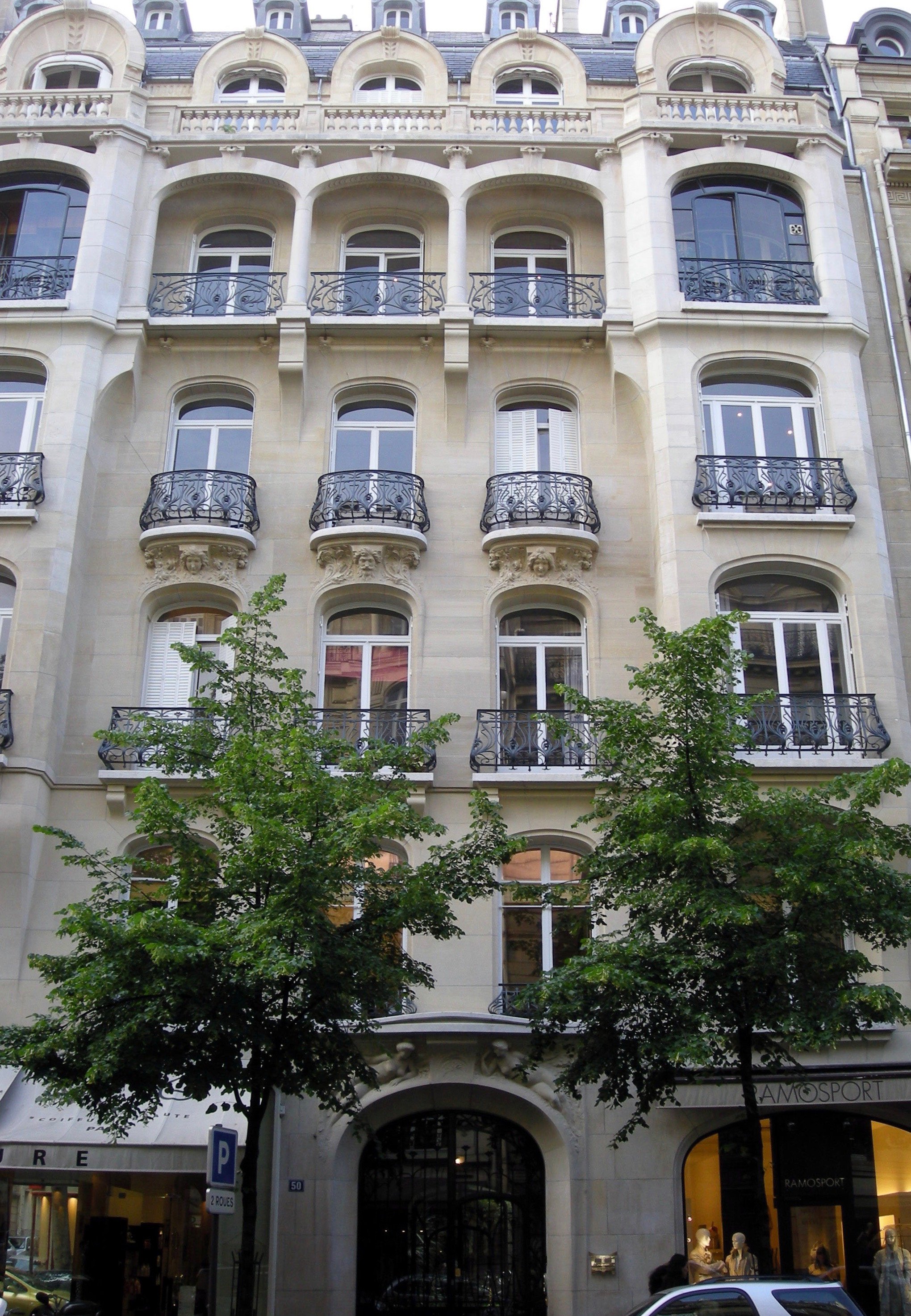
Музей Даппера. Фасад. Проспект Виктора Гюго, 50. Париж. 1901
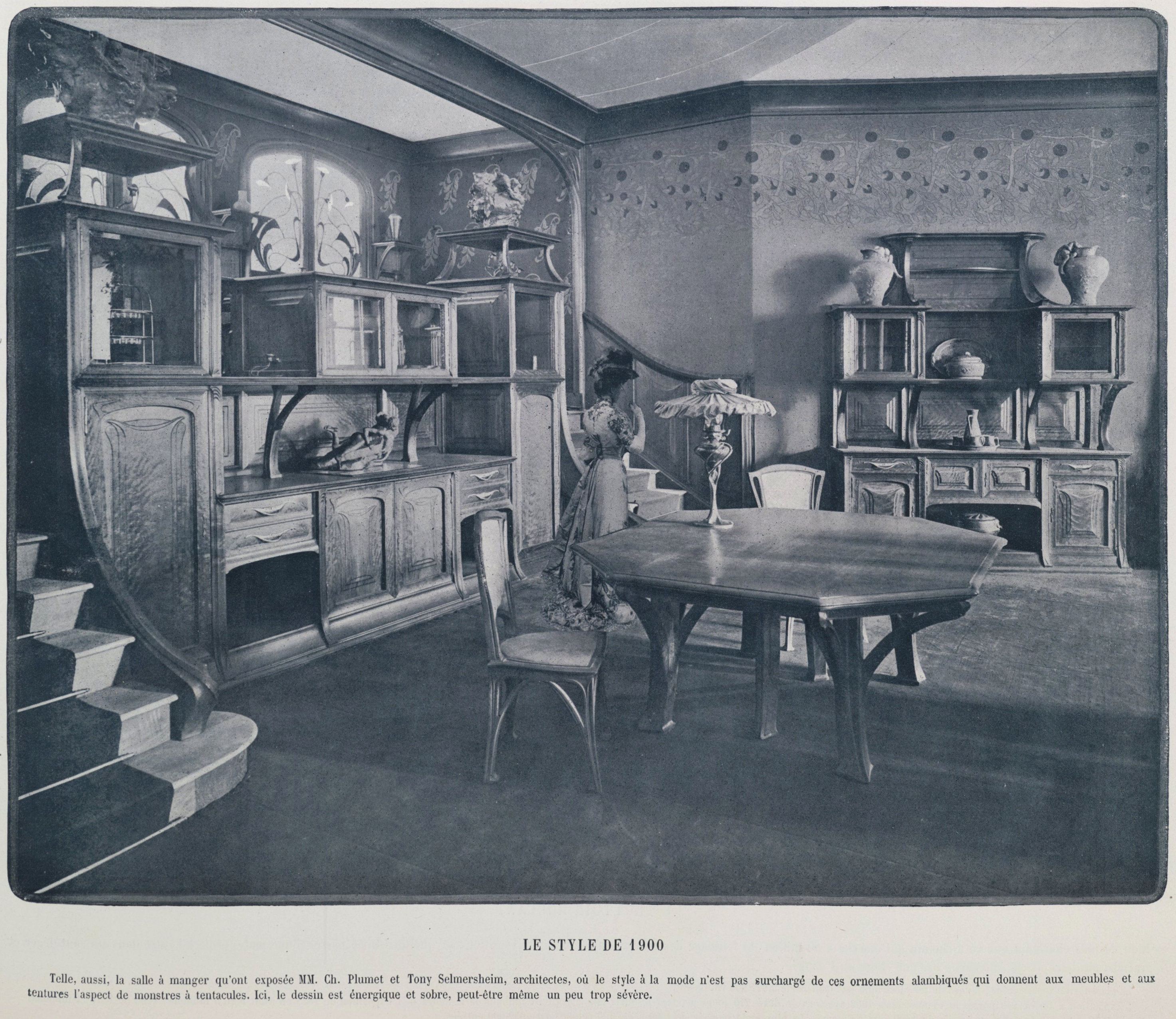
Ш. Плюме и Т. Сельмерсхайм. Интерьер комнаты на Всемирной выставке в Париже 1900 г.
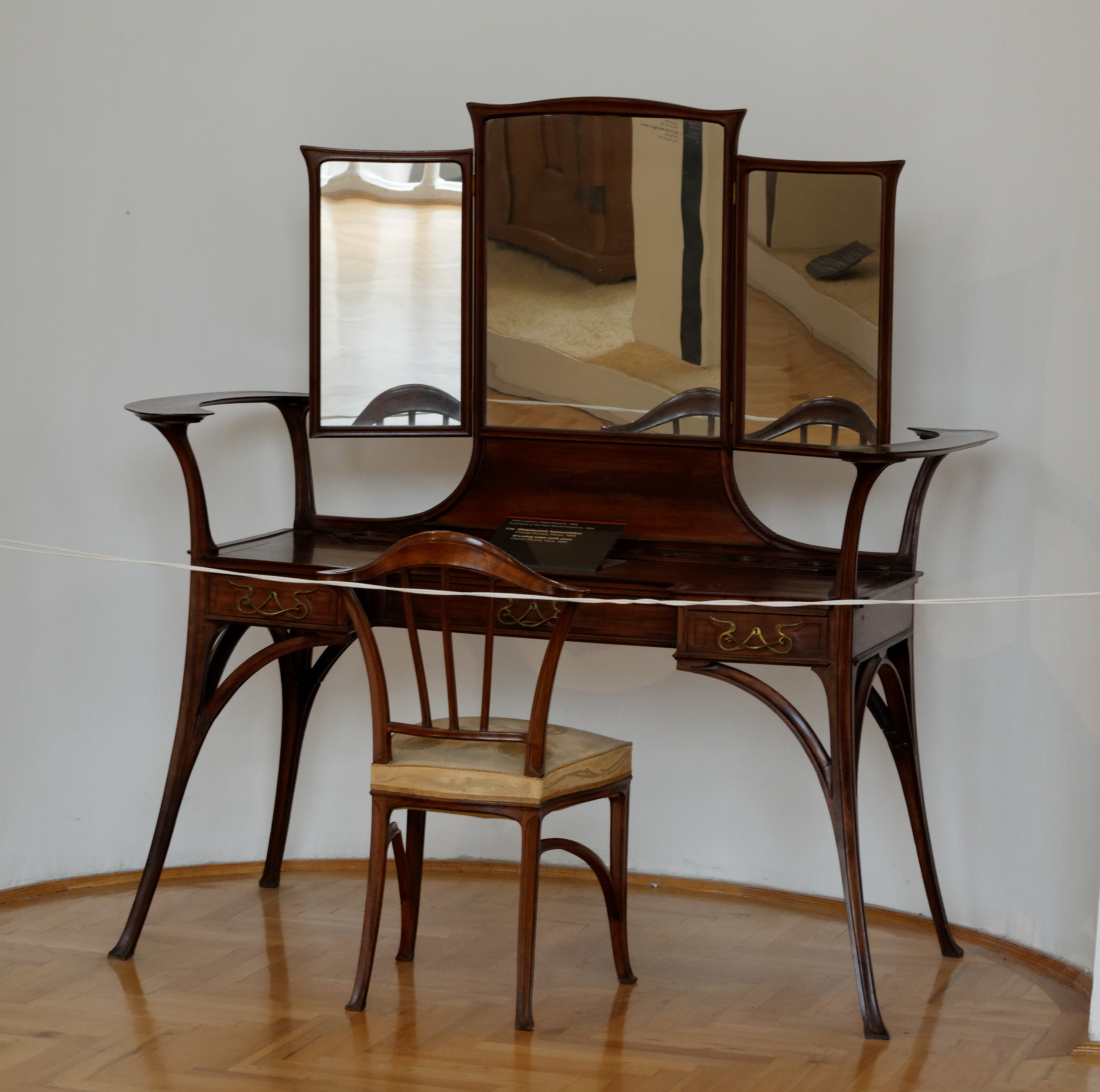
Стол-трюмо и кресло. 1896. Всемирная выставка в Париже 1900 г.